# Thesium pycnanthum
Thesium pycnanthum är en sandelträdsväxtart som beskrevs av Schlechter. Thesium pycnanthum ingår i släktet spindelörter, och familjen sandelträdsväxter. Inga underarter finns listade i Catalogue of Life.